# Roter Trommler

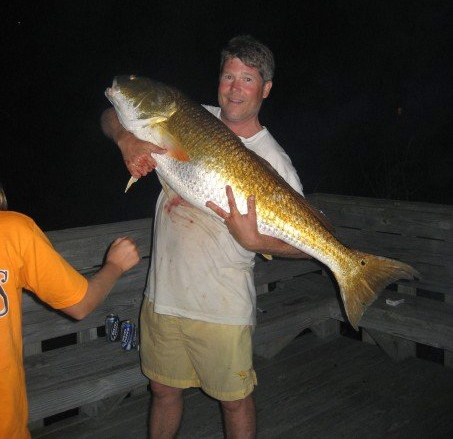
Sportfischer mit einem Roten Trommler, 1,37 m lang und fast 30 kg schwer.

Der Rote Trommler (engl.: Red Drum, span.: corvina roja), Sciaenops ocellatus L., der nordamerikanischen Ostküste ähnelt in der Gestalt der südeuropäischen Gewöhnlichen Umber (Umbrina cirrosa), ist aber mit dem Meerraben (Sciaena umbra) noch näher verwandt. Der Rote Trommler ist die einzige Art der Gattung Sciaenops.

## Merkmale
Der Name Roter Trommler nimmt Bezug auf die schöne braunrote Farbe dieses Sciaeniden, die aber sehr oft bis zu einem braun angehauchten Silber verblasst sein kann. Meist ist auch der schwarze Augenfleck (oft sogar heller gerandet) dorsal an der Seite der Schwanzwurzel deutlich sichtbar, mitunter weitere Flecke weiter vorn. Der Rücken kann undeutlich heller gebändert sein, zumal bei jüngeren Tieren. Die Flossen sind noch am ehesten braun (Flossenformel: D1 X, D2 I/28–31). Der Fisch kann über 1,5 m lang, 45 kg schwer und leicht 50 Jahre alt werden. Er ist relativ großschuppig und ohne Barteln. Er besitzt ein deutliches Quetsch-Schlundgebiss mit halbkugeligen Zähnen. Die Mundrandbezahnung ist hingegen schwach.

## Lebensraum
Er lebt in seichteren Küstengebieten, sogar in der Brandungszone (etwa an Buhnen), über Feinsanden und Seegraswiesen und ernährt sich von benthischen (Krabben) und nektischen (Garnelen u. ä.) Krebstieren, Weichtieren, Würmern (er gründelt gern) und Fischen (z. B. Brevoortia). Sein Verbreitungsgebiet reicht von Massachusetts südwärts bis Florida, er ist im östlichen Golf häufig; weniger häufig aber auch an den Küsten von Texas, an der Atlantikküste Mexikos und der Antillen bis an die nördlichen Küsten Brasiliens.
Ferner wurde er in weit entfernten Gebieten angesiedelt, z. B. Israel, Réunion und Singapur, an den Pazifikküsten Mittelamerikas, sogar auch im Schwarzen Meer – weil er ein beliebter, ansprechender und wohlschmeckender „Sportfisch“ (für Brandungsangler) ist. Natürlich werden diese Fische vielerorts auch künstlich vermehrt (z. B. auf Martinique) und ausgesetzt – mit all den zweifelhaften „Nebenfolgen“ dieses Vorgehens. Für die kommerzielle (Netz- oder Grundangel-)Fischerei ist er allerdings von geringerer Bedeutung.
Wie bei so vielen Umberfischen bestehen besonders bei den Jungfischen Tendenzen zur Ansammlung in Brackwasserbuchten, aber auch ältere Fische schwimmen im Winter manchmal in Flüssen ziemlich weit aufwärts. Gelaicht wird (etwa in Florida) von August bis November mit lautem Trommeln (der ♂) ab dem 3. Lebensjahr mit ca. 50–60 cm Länge – d. h. dieser Fisch ist raschwüchsig. Die Larven schlüpfen schon nach ca. 24 Stunden.